# Полтавский (Ставропольский край)
Полтавский — упразднённый хутор в Андроповском районе Ставропольского края. Располагался на балке Бештума:68, северо-восточнее хутора Нижнеколонского. В настоящее время на его месте находится урочище Полтавское.

## История
В списке населённых мест Ставропольской губернии на 1889 год имеются сведения о хуторе Бештумо-Полтавском на балке Бештуме, входившем в состав земель удельного ведомства в Александровском уезде и насчитывавшем 24 жилых строения и 167 жителей. В «Справочной книге для духовенства Ставропольско-Екатеринодарской епархии» (1901) упоминается хутор Полтавский — как одно из поселений, принадлежавших приходу хутора Янкульского Александровского уезда: «Хутора: Полтавский и Джалга (9 в.) — 20 двор., 165 д. об. пола»:86.
По «Памятной книжке Ставропольской губернии на 1904 год» население Полтавского составляло 390 человек, хутор по-прежнему входил в состав земель удельного ведомства:6. Согласно «Списку населённых мест Ставропольской губернии (по данным за 1909 год)», хутор Полтавский с 50 дворами и 401 жителем принадлежал к Янкульской волости 4-го стана Александровского уезда и располагался в 8 верстах от волостного центра — села Янкульского:68—69.
В 1924 году в результате районирования Ставропольской губернии хутор вошёл в состав Курсавского района, образованного из волостей и населённых пунктов части бывшего Александровского уезда. В январе 1924 года президиум Александровского УИКа постановил определить в селении Полтавском сельсовет «со включением х. Владимировского, Веселого, Александровского, Калюжного, Свистун-Калюжного и Александровского со штатом в 3 чел.». В 1925 году в Полтавский сельсовет, кроме самого Полтавского, являвшегося административным центром, входили хутора Александровский с населением 52 человека и Владимирский (Владимировский) с населением 369 человек:276—277. В 1926 году сельсовет объединял только 2 хутора: Владимирский и Полтавский. Население обоих составляло 1035 человек и было преимущественно украинским:264. Впоследствии Полтавский сельсовет прекратил своё существование, а хутор Полтавский был передан в состав Янкульского сельсовета с центром в селе Янкуль:16.
В 1924 году в Полтавском образовалось сельскохозяйственное товарищество «Трудовое общество хлеборобов». По «Списку населённых мест Северо-Кавказского края» за 1925 год, в хуторе числилось 83 двора с 554 жителями, работали изба-читальня и 3 кузницы:277. Согласно «Поселенным итогам переписи 1926 года по Северо-Кавказскому краю», хутор Полтавский состоял из 88 дворов с 602 жителями (из них 596 — украинцы):264. В 1930 году создана сельскохозяйственная артель (колхоз) «Трудовик».
| Численность населения по годам, чел. | Численность населения по годам, чел. | Численность населения по годам, чел. | Численность населения по годам, чел. |
| 1903                                 | 1909                                 | 1925                                 | 1926                                 |
| ------------------------------------ | ------------------------------------ | ------------------------------------ | ------------------------------------ |
| 390                                  | ↗401                                 | ↗554                                 | ↗602                                 |

С августа 1942 года Полтавский находился в оккупации. Освобождён 15 января 1943 года. В 1950-х гг. колхоз «Трудовик» (х. Полтавский) влился в колхоз им. Ленина (с. Янкуль)
Согласно справочнику «Ставропольский край. Административно-территориальное деление на 1 марта 1966 г.», после упразднения Курсавского района (1963 г.) хутор Полтавский числился в составе Кочубеевского района:16. По данным издания «История городов и сёл Ставрополья», хутор ликвидирован в 1960-х годах, а его жители переселены в село Янкуль.
Снят с учёта решением Ставропольского краевого совета от 30 марта 1983 г. № 209.